# Tover-rap
Tover-rap is een single van Herman en Babette, staande voor Herman van Veen en zijn dochter Babette van Veen. De Tover-rap is een cover van Toveren, een lied geschreven door Henk en Henk, zijnde Henk Temming en Henk Westbroek, die een knipperlichtrelatie hebben binnen Het Goede Doel. In de credits wordt tevens genoemd Roger Hendriks, destijds privésecretaris van Herman van Veen.
De B-kant Het staken van de dingen is een lied van Herman van Veen zelf.
De opbrengsten van de single gingen naar het Columbinehuis, een vakantietehuis voor zieke kinderen, dat in 2014 failliet ging.
De Tover-rap werd geen hit.